# Stadler RS Zero
RS Zero — прототип рейкового автобуса від виробника Stadler Rail з альтернативним приводом («нульовий викид») для використання в місцевих пасажирських перевезеннях як наступник дизель-поїзда Stadler Regio-Shuttle RS 1.

## Історія
Оскільки нові рейкові автобуси, з малою місткістю, зникли з ринку залізничних перевезень в Європі, але попит все ще був, Stadler Rail почав розробку RS Zero на своїх підприємствах у Швейцарії приблизно у 2020 році, за для задоволення цього попиту .  Приблизно на початку 2022 року філії німецького підрозділу розпочали виробництво. RS Zero був призначений для використання на неелектрифікованих відгалуженнях, а також магістральних лініях 

з низькою інтенсивністю руху. 

Таким чином, RS Zero призначений для того самого сегменту ринку, що й Regio-Shuttle RS 1 
, 
який випускався до 2013 року, і має замінити його. 
12 червня 2024 року компанія вперше представила цю транспортну платформу на виставці Rail Business Days в Остраві. 

 
На німецькому заводі Stadler у Берлін-Вільгельмсру, де також виробляються акумуляторно-електричні багатоповерхові агрегати Flirt Akku і виготовлявся попередній багатоповерховий рейковий автобус Stadler Regio-Shuttle RS 1 до 2013 року, 

перший прототип побудований як моноблок з водневим двигуном виготовлений і показаний клієнтам 

29 серпня 2024 року . 

Метою є реєстрація транспортних засобів до 2026 року. 

У рамках презентації транспортного засобу на Innotrans 2024 оголошено підписання декларації про наміри з Міністерством інфраструктури та сільського господарства Тюрингії та Erfurter Bahn, яка передбачає використання прототипу на неелектрифікованих маршрутах в Тюрінгії з середини 2026 р . 

## Опис

### Кузов
RS Zero був розроблений полегшеної алюмінієвої цілісної конструкції з максимальною масою на вісь 18 тонн 

, 
що робить транспортні засоби придатними для маршрутів B1 і вище. 
 
RS Zero пропонується одно- та двосекційний і , залежно від варіанту, містить від 70 до 150 місць. 

Будучи повноцінними транспортними засобами, кузови вагонів відповідають вимогам міцності EN 12663 і вимогам безпеки зіткнення EN 15227. 

Більша частина салону, який має дві пари дверей у кожному вагоні, має низьку підлогу для входу без сходинок для безбар’єрного використання. 
Інтер'єр можна оформити модульно . 

При проектуванні RS Zero трапецієподібні форми віконних планок були запозичені з Regio-Shuttle RS 1. 

### Двигун
Транспортні засоби пропонуються у двох варіантах приводу з рекуперативним гальмом: як вагони з водневим спалюванням або як акумуляторні вагони. 

Дизельний вагони не планується. 

Потужність була задана як 600 кВт для односекційного та 1200 кВт для двосекційного. 

Максимальна швидкість 120 км/год. 

Стартове прискорення 1,2 м/с² базується на розробці Regio-Shuttle RS 1. 

#### Водень
На відміну від інших локомотивів , які також використовують водень як накопичувач енергії, водневі двигуни внутрішнього згоряння були вперше встановлені замість приводу на паливних елементах. 

Виробник виправдовував це тим, що це був єдиний спосіб реалізувати цю концепцію компактного транспортного засобу з двома системами приводу 
, 
а також схожістю в обслуговуванні порівняно з дизельними двигунами , які використовуються в інших транспортних засобах. 

Цільний варіант містить два водневі двигуни 
, 
стільки ж двигунів, що й у Regio-Shuttle RS 1 
, 
які були розташовані як двигуни під підлогою під двома кабінами водія. 
У двосекційному варіанті встановлюється додатковий мотор в одному з кінців вагона. 

Для прототипу використовувалися двигуни Deutz AG. 

Виробник заявив запас ходу понад 700 км у односекційній версії та понад 1000 км у двосекційній. 

#### Акумулятор
Автомотриса акумуляторна призначена для роботи від повітряних ліній і акумуляторної батареї. 
Конструкції передбачають розміщення тягових акумуляторів під підлогою в кабіні водія, а також у нижній частині підлоги між дверима та компонентами приводу на даху. 

Виробник заявив про запас ходу від 80 до 110 км у односекціній версії та від 90 до 180 км у двосекціній версії. 